# Billentyűzet

104 gombos amerikai angol QWERTY kiosztású PC-billentyűzet

A számítógépes billentyűzet vagy egyszerűen billentyűzet (idegen szóval tasztatúra, a német die Tastatur szóból [die Taste = nyomógomb], illetve klaviatúra, a szintén német die Klaviatur szóból – bár ez utóbbit németül kizárólag billentyűs hangszerek esetén használják [das Klavier = zongora] – a szó forrása a latin clavis, aminek jelentése: „kulcs”, „orgonabillentyű”) az írógép mintájára kialakított számítógépes beviteli eszköz. A billentyűzet az írott szöveg bevitelére szolgál, valamint befolyásolható vele a számítógép működése. Fizikailag a billentyűzet a főleg négyszög alakú billentyűk, más néven gombok elrendezéséből áll. A gombokra különböző karakterek és feliratok vannak gravírozva vagy nyomtatva; a legtöbb gomb esetében a gomb minden lenyomása megfelel az adott szimbólum leírásának. Egyes szimbólumok leírásához azonban egyszerre több gomb lenyomására is szükség lehet, míg bizonyos gombok lenyomása csak a számítógép vagy a billentyűzet működésére van befolyással, és nem ír le semmilyen jelet vagy karaktert. A billentyűzet gyakori kiegészítője a modern számítógépeken az egér.
A szimbólumok elrendezése a billentyűzet gombjain igen változó. A különböző billentyűzetkiosztások azért alakultak ki, mert más embereknek más szimbólumokra volt szükségük, többnyire a különböző nyelvek különböző betűi miatt. Hazánkban legelterjedtebb a Qwertz billentyűzetkiosztás. De léteznek speciális billentyűzetek matematikai, gazdasági és programozási célokra is.

105 gombos magyar billentyűzetkiosztás (1. verzió)

A szabványos billentyűzet fizikailag viszonylag széles, mivel a gombok elég nagyok kell maradjanak ahhoz, hogy könnyedén le lehessen nyomni őket. Vannak olyan típusú billentyűzetek, amelyek hordozható gépekhez készültek, ahol a hagyományos méret túl nagy lenne. A méretet egyes esetekben úgy csökkentik, hogy kevesebb gomb van a billentyűzeten, és egyszerre több gombot kell használni rajta egy karakter beírásához. Ilyen például a GKOS billentyűzet a vezeték nélküli kis méretű eszközökre.

105 gombos magyar billentyűzetkiosztás (2. verzió)

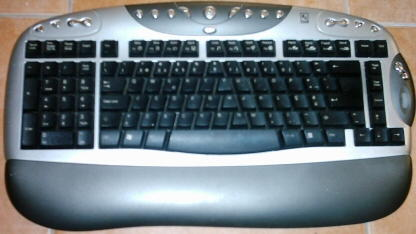
Egy vezeték nélküli multimédiás billentyűzet

A gombok száma a szabványos 101 gombostól a 104 gomboson keresztül egészen a nagyméretű, programozható, 130 gombos kiszerelésekig változhat. Vannak tömörebb változatok, akár kevesebb mint 90 gombbal, ezek többnyire laptopokban vagy olyan gépeken vannak használva, ahol kevés a rendelkezésre álló hely.

## Speciális billentyűk

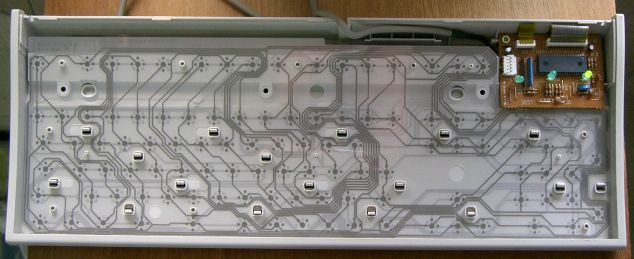
Egy billentyűzet belseje

A számítógépes billentyűzeteken sok speciális billentyű is szerepel, különféle céllal és funkcióval. Ezeknek egy része még az írógép kialakításából származik, ide tartozik a Shift (a nagybetűk és a számok fölött található jelek eléréséhez), a Caps Lock kapcsoló (kis- és nagybetűk közötti váltáshoz), a Tab (bekezdéshez), az Enter (soremeléshez), valamint a Backspace (visszatörléshez).
A billentyűzeten általában kurzormozgató billentyűk (nyilak) is vannak, melyeknek a legtöbb számítógépes videójátékban is alapvető szerepük van. Külön csoportot alkotnak a szövegszerkesztésben használható billentyűk, mint az Insert, Delete és társaik; valamint a gyors számoláshoz használható numerikus billentyűzet számokkal és műveleti jelekkel.
A billentyűzet felső részében találhatóak a funkcióbillentyűk, általában F1 – F12 jelöléssel. Ezeket különféle alkalmazásokban más billentyűkkel kombinálva változatos parancsok kiadására lehet használni. Ilyen például az elterjedt Alt-F4 egy ablak bezárásához, vagy az F1 a segítségkéréshez.

### ACtrlbillentyű
A Ctrl billentyű, hasonlóan a Shift-hez, módosító szerepet játszik, és speciális parancsok kiadására használják. Önmagában nem használható. A Ctrl billentyűt a számítástechnika kezdetén a nem nyomtatható karakterek (vagy kontroll karakterek) beviteléhez használták, az ASCII táblázat első elemeinek elérésére, így lehetőség volt a képernyő törlésére, nyomtatására, vagy akár hangadásra.
A Ctrl billentyű használatát több módon is jelölik (a következő példákban a Ctrl billentyűt a V betűvel együtt használva): ^V, C-v, Ctrl-V, CTRL-V.
Az Apple Macintosh rendszereken a Ctrl helyett a Command vagy ⌘ gombot használják, hasonló funkcióval. Bár itt is létezik egy Control gomb, de ennek használata inkább az egygombos egér „jobb gombos” kattintásának felel meg.

### AzAltésAltGrbillentyűk
Az Alt billentyű betűkkel vagy funkció billentyűkkel kombinálva különféle parancsok kiadására használható. A legtöbb módosító billentyűből két darab van a billentyűzeten, és ezek teljesen egyenértékűek – a két Alt billentyű viszont bizonyos esetekben eltérően viselkedik. Egyes kiosztásokon a jobb oldali gomb neve AltGr, és speciális karakterek beírására használható (ilyen a magyar kiosztáson az AltGr-U az € jel elérésére). Mivel az AltGr használata elsősorban csak nem angol nyelvű területeken terjedt el, így a használata sokáig nem volt egységes. Ezért a Windows operációs rendszer alatt az AltGr többnyire egyenértékű a Ctrl-Alt használatával (kivéve a Ctrl-Alt-Del speciális parancsot).

## A billentyűzet használata
Hagyományosan a billentyűzetet szövegek beírására használjuk szövegszerkesztőkben és más beviteli mezőkben.

### Parancsok
A billentyűzetet különböző parancsok gyors kiadására is használhatjuk. Az egyik leghíresebb ilyen parancs a Ctrl-Alt-Del, amelyet a számítógép vagy egyes programok lefagyásakor lehet használni. Egy másik ismert parancspár a Ctrl+C és Ctrl+V a vágólap tartalmának kezelésére. Ezek mellett rengeteg más parancs létezik a különféle alkalmazásokhoz. Az alábbiak egy része csak Microsoft Windows operációs rendszereken működik, mások Linuxon és macOS-en is (utóbbi esetében a Ctrl helyén a Command billentyű van, ami a Ctrl funkcióját is átveszi).
- Win+E: Sajátgép megnyitása
- Win+L: Felhasználóváltás
- Win+F: Keresés Windows-ban
- Win+M: Asztal megjelenítése
- Ctrl+Alt+Del: Feladatkezelő
- [Bal] Alt+Shift+Num Lock: Billentyűzetegér
- Ctrl+A: Mindent kijelöl
- Ctrl+C: Másolás
- Ctrl+X: Kivágás
- Ctrl+V: Beillesztés
- Ctrl+Z: Visszavonás[2]
- Ctrl+P: Nyomtatás
- Ctrl+F: Keresés
- Ctrl+T: Új lap (például böngészőben)
- Ctrl+W: Új lap bezárása (például böngészőben)
- Ctrl+N: Új ablak (például böngészőben)
- Ctrl+Shift+N: Új mappa, Új inkognitó ablak (például böngészőben)
- Ctrl+Esc vagy Win: Start menü
- Ctrl+"+": Nagyítás (például böngészőben)
- Ctrl+"-": Kicsinyítés (például böngészőben)
- Ctrl+Scroll Lock (kétszer megnyomva): Hibakereső kékhalál előhívása (MANUALLY_INITIATED_CRASH)[3]
- Win+PrintScreen, valamint Alt+PrintScreen: Képernyőmentés
- Ctrl+S Dokumentumok mentése

### Játékok
A billentyűzet egyike az elsődleges vezérlőknek a videójátékokban, sokféle parancs adható ki a különböző billentyűk és ezek kombinációinak lenyomásával. Például a nyilakkal vagy a hasonló elrendezésű wasd gombokkal mozgást lehet irányítani. A billentyűzetet általában a felhasználó ízlésének megfelelően át lehet konfigurálni. A megfelelő betűk vonatkozhatnak egy parancs kezdőbetűjére is, például az e az evés (angolul eat) parancsnak felel meg a Nethack játékban.

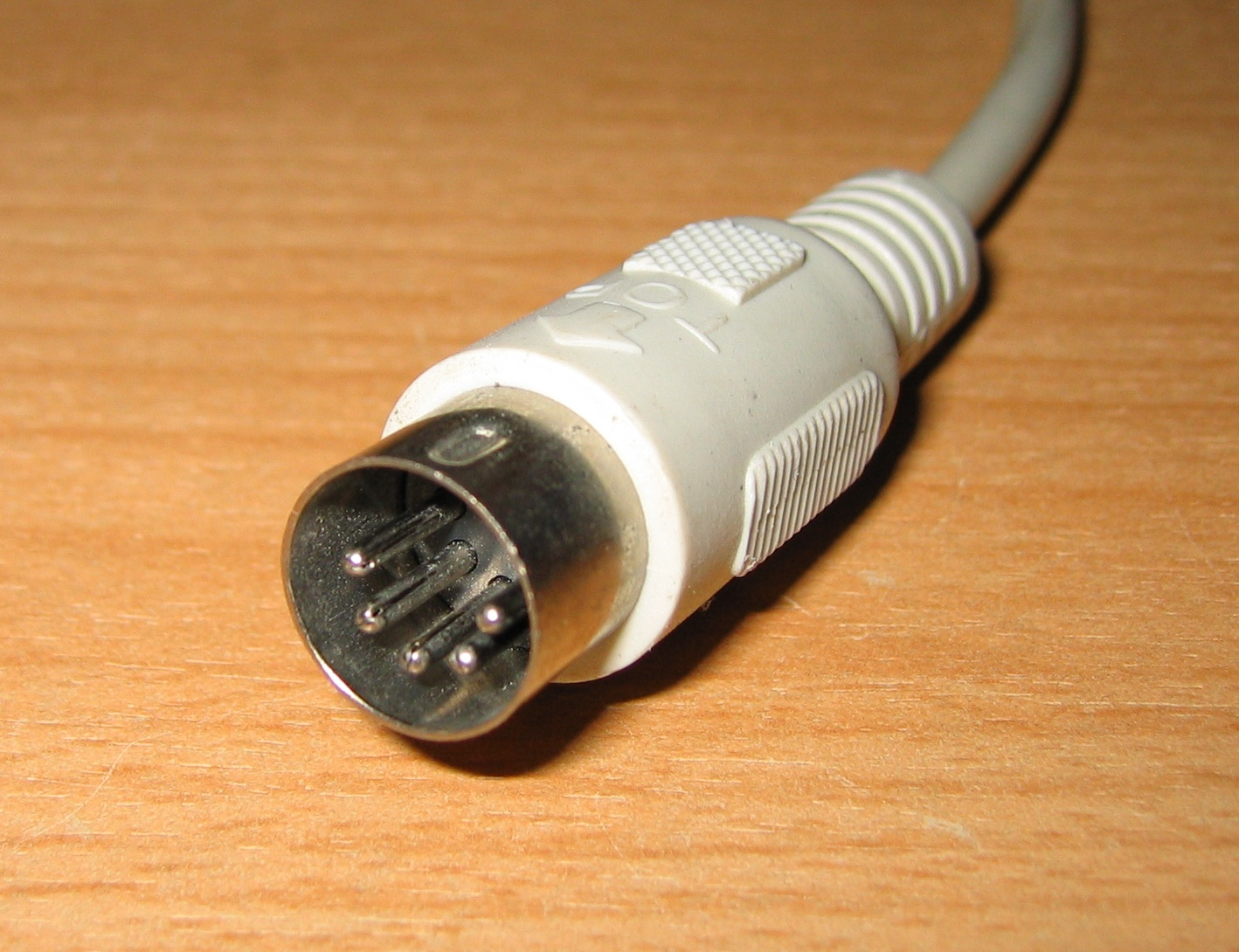
DIN szabványú tuchel csatlakozó

## Kapcsolódás
A billentyűzet, a többi beviteli eszközhöz hasonlóan, az adatok átviteléhez hozzá kell legyen kapcsolva a számítógéphez. A kapcsolat többnyire egy vékony kábelen keresztül történik, mely (korábban DIN) jelenleg PS/2 vagy USB interfészen kapcsolódik a számítógéphez. Léteznek vezeték nélküli billentyűzetek is, amelyek az adatokat egy vevőkészülékhez infravörös, rádió- vagy Bluetooth kapcsolaton keresztül küldik át.

## A magyar kiosztásról
A magyar billentyűzetkiosztás szerepelteti az összes magyar ékezetes magánhangzót, és az angolhoz képest felcseréli a Z és az Y betűket. Ennek eredete, hogy még az írógépek korában a QWERTZ kiosztással, német közvetítéssel érkezett a billentyűzet Magyarországra, és abból a kiosztásból alakult ki a későbbi magyar elrendezés.
Jellemzően megegyezik a német kiosztással, az angol kiosztástól az Y/Z esetében tér el, és az ékezetes magánhangzókat a német kiosztáshoz hasonlóan helyezi el az egyes jelek helyére.

## Érdekesség

### Mechanikus billentyűzet
A minden egyes billentyű alatt található külön kapcsoló akár 50 millió leütést is kibír, és egyenként cserélhető. Gépeléskor minden leütés után érezhető és hallható visszajelzést kapunk, hogy az adott gomb lenyomása végbement. Ez előny a „lágy” lenyomású billentyűzethez képest, ahol visszajelzés gyakorlatilag nincs az egyes gombok lenyomásáról.

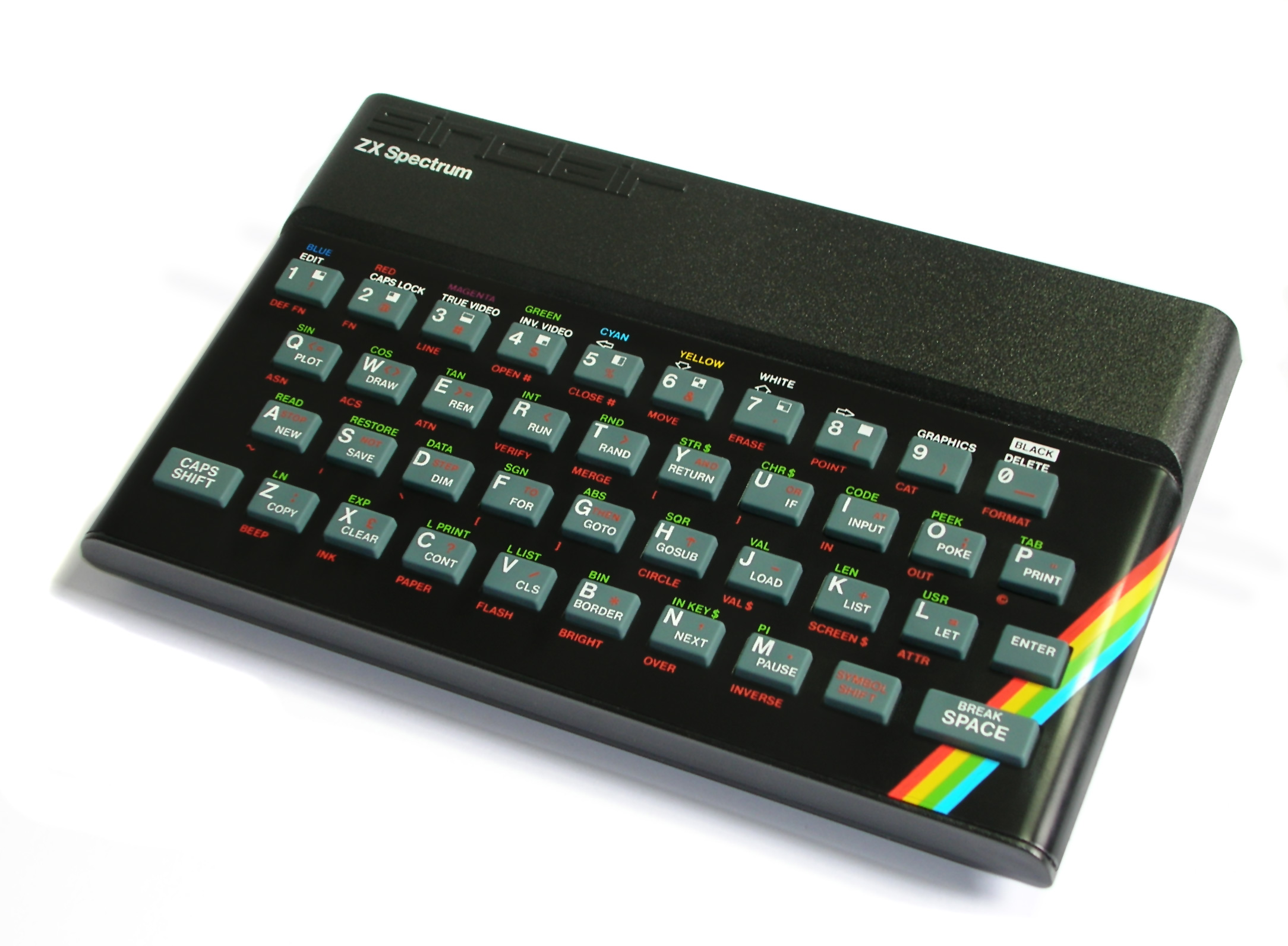
A Sinclair ZX Spectrum billentyűzete

### Sinclair ZX Spectrum billentyűzet
A ZX81 illetve a Sinclair ZX Spectrum billentyűihez nemcsak betűk, hanem parancsok is hozzá voltak rendelve, és az üzemmódtól függött, hogy egy gomb lenyomásakor parancs vagy betű jelenik meg. A parancsüzemmód a parancs bevitelekor automatikusan átváltott szövegíró üzemmódba, a parancs lezárásakor pedig visszaváltott. A függvényeknek is külön üzemmódja volt, így ezen a gépen egyetlen BASIC-programozási kulcsszót sem kellett begépelni. Az elérhető parancsok és a függvények a gombokon, valamint alattuk és fölöttük voltak feltüntetve a klaviatúrán.